# Прецессия
Преце́ссия (от лат. praecessio — движение впереди) — явление, при котором ось вращения тела меняет своё направление в пространстве.
При этом, ось вращения — не то же самое, что направление момента импульса; хотя момент импульса тела имеет свойство сохраняться (в отсутствие внешних воздействий), вращение твёрдого тела может происходить либо вокруг этого вектора (например, у тел, обладающих определённой симметрией), либо ось вращения будет постоянно менять своё направление.

## Прецессия гироскопа
Прецессия наблюдается у волчка, когда он начинает замедляться. Первоначально ось вращения волчка вертикальна. Затем она постепенно отклоняется от вертикали и начинает описывать конус. Это движение, выполняемое помимо собственного вращения вокруг оси волчка, и называется прецессией оси волчка. С уменьшением скорости вращения волчка его верхняя точка постепенно опускается и движется по расходящейся спирали.
Главное свойство прецессии — безынерционность: как только сила, вызывающая прецессию волчка, пропадёт, прецессия прекратится, а ось вращения волчка займёт неподвижное положение в пространстве. В примере с волчком, вращающимся в гравитационном поле Земли, этого не произойдёт, поскольку вызывающее прецессию воздействие — комбинация гравитации Земли и давления поверхности стола — постоянно действует.
Можно получить эффект прецессии, не дожидаясь замедления вращения волчка, если толкнуть его ось (приложить силу). С прецессией напрямую связан другой эффект: это нутация — колебательные движения оси прецессирующего тела. Скорость прецессии и амплитуда нутации связаны со скоростью вращения тела (изменяя параметры прецессии и нутации в случае, если есть возможность приложить силу к оси вращающегося тела, можно изменить скорость его вращения).

## Прецессия небесных тел
Явление векового — медленного — движения северного и южного полюсов мира по небесной сфере называется прецессией. Она возникает в связи с тем, что Земля имеет форму геоида — сплюснута у полюсов и ось её суточного вращения не перпендикулярна к плоскости эклиптики. Сплюснутость Земли можно рассматривать как существование «пояса дополнительной массы» на её экваторе. Гравитационные поля Солнца и Луны, находящихся в плоскости эклиптики, воздействуют на этот пояс, как бы стремясь повернуть земную ось вращения и привести её в перпендикулярное эклиптике положение. Это и заставляет земную ось описывать конус с углом около 23,5 ° при вершине, совпадающей с центром Земли, за промежуток времени 26 тыс. лет. Через 4000 лет северный полюс мира окажется в созвездии Цефея, а через 14000 лет — около звезды Вега из созвездия Лира. Даже за сто лет положение Полярной звезды относительно северного полюса мира заметно изменилось. Полюс стал ближе к Полярной звезде на тридцать угловых минут.
Вместе с полюсами мира меняют свое положение и другие точки на небесной сфере. В частности, за две тысячи лет точка весеннего равноденствия переместилась примерно на 30 ° из созвездия Овна в созвездие Рыб. Явление прецессии также влияет на изменение состава созвездий, входящих в число зодиакальных.
Подобное движение совершает ось вращения Земли, что было отмечено Гиппархом как предварение равноденствий. По современным данным, полный цикл земной прецессии (прецессионный тур) составляет около 25 765 лет, что соответствует частоте прецессии 1,23 пикогерц.
Колебание оси вращения Земли влечёт изменение положения звёзд относительно экваториальной системы координат. В частности, через некоторое время Полярная звезда перестанет быть ближайшей к северному полюсу мира яркой звездой, а Турайс будет Южной Полярной звездой примерно в 8100 году н. э.
Кроме самих небесных тел прецессии подвержены и их орбиты. Плоскость орбиты Земли колеблется в диапазоне до 5 ° со средним периодом около 68 800 лет, Меркурия — до 12 °, Венеры — до 5 °, Марса — до 8 °.
Предположительно, с прецессией связано периодическое изменение климата Земли.

## Физика явления
В основе объяснения явления прецессии лежит экспериментально подтверждаемый факт, что скорость изменения момента импульса вращающегося тела {\displaystyle {\vec {L}}} прямо пропорциональна величине приложенного к телу момента силы {\displaystyle {\vec {M}}}:
{\displaystyle {\frac {d{\vec {L}}}{dt}}={\vec {M}}}

### Пример
На рис. 1[где?] изображено вращающееся велосипедное колесо, концы оси вращения которого подвешены на двух нитях {\displaystyle a} и {\displaystyle b}. Вес колеса уравновешивается силами, вызванными деформациями нитей. Колесо обладает моментом импульса {\displaystyle {\vec {L}}}, направленным по его оси, и в том же направлении направлен вектор угловой скорости вращения колеса {\displaystyle {\vec {\omega }}}.
Пусть в некоторый момент времени нить {\displaystyle b} будет разрезана. В таком случае, вопреки ожиданиям, вращающееся колесо не изменит горизонтального направления своей оси и, подобно маятнику, не будет качаться на нити {\displaystyle a}. Но его ось начнёт поворачиваться в горизонтальной плоскости благодаря действию на него момента {\displaystyle {\vec {M}}} силы тяжести {\displaystyle P}:
{\displaystyle \ {\vec {r}}\times {\vec {P}}={\vec {M}}}, где {\displaystyle {\vec {r}}}- радиус-вектор центра масс вращающегося тела относительно точки крепления на нити {\displaystyle a}. 
Поскольку
{\displaystyle dL={d\varphi }{L(t)}} и {\displaystyle dL=Mdt} , то {\displaystyle {\frac {d\varphi }{dt}}={\frac {M}{L}}}
и, так как угловая скорость прецессии: {\displaystyle \omega _{p}} равна: {\displaystyle {\frac {d\varphi }{dt}}=\omega _{p}},
получаем: {\displaystyle \omega _{p}={\frac {M}{L}}} или, с учётом того, что {\displaystyle L=I\omega }, где {\displaystyle I} есть момент инерции колеса: {\displaystyle \omega _{p}={\frac {M}{I\omega }}}
Формальное объяснение такого поведения вращающегося колеса заключается в том, что вектор приращения момента количества движения {\displaystyle dL} всегда перпендикулярен вектору {\displaystyle {\vec {L}}}, кроме того, он всегда параллелен вектору момента силы тяжести {\displaystyle {\vec {M}}}, находящегося в горизонтальной плоскости перпендикулярно плоскости чертежа, так как сила тяжести {\displaystyle {\vec {P}}} вертикальна. Поэтому ось колеса прецессирует в данном случае в горизонтальной плоскости.
Приведённое объяснение показывает, как происходит прецессия, но не даёт ответа, почему, который состоит в том, что в начальный момент под действием силы тяжести ось колеса всё же немного наклоняется в плоскости чертежа и вектор количества движения меняет своё положение в пространстве, становясь {\displaystyle {\vec {L}}^{\prime }}. Однако сила тяжести не создаёт никакого момента в вертикальной плоскости, и поэтому направление и величина вертикальной составляющей момента количества движения должна оставаться прежними, что может быть достигнуто только появлением дополнительного момента количества движения {\displaystyle \delta {\vec {L}}} в выражении:
{\displaystyle {\vec {L}}} = {\displaystyle {\vec {L}}^{\prime }} + {\displaystyle \delta {\vec {L}}}.
Такой дополнительный момент соответствует направленной горизонтально перпендикулярно плоскости чертежа силе, которая и вызывает прецессию.